# Psychroteuthis glacialis
Psychroteuthis glacialis é uma espécie de lula de médio tamanho, que pode ser encontrado em águas costeiras perto da Antártida e América do Sul. O tamanho do manto pode chegar a 44 cm.

## Dieta
P. glacialis alimenta-se de crustáceos, peixes, krill antártico e peixes da espécie Pleuragramma antarcticum. Foi observado a cometer canibalismo.

## Predadores
Animais que se sabe alimentarem-se desta espécies são as aves Thalassoica antarctica (petrel antártico ou pintado antárctico) e Phoebetria palpebrata (piau de costa clara), os pinípedes Ommatophoca rossii, Mirounga leonina e a foca-de-weddell, a merluza-negra, o albatroz-errante, o albatroz-de-cabeça-cinza e o pinguim-imperador.